# Australië op de Olympische Winterspelen 1980
Tijdens de Olympische Winterspelen van 1980, die in Lake Placid (Verenigde Staten) werden gehouden, nam Australië voor de negende keer deel.

## Deelnemers en resultaten

### Alpineskiën
| Olympiër        | Discipline       | Resultaat | Prestatie                                              |
| --------------- | ---------------- | --------- | ------------------------------------------------------ |
| Antony Guss     | afdaling (m)     | 26e       | 1.50,22 (+4,72)                                        |
| Antony Guss     | reuzenslalom (m) | 41e       | run 1: 1.29,26 run 2: 1.29,53 totaal: 2.58,79 (+18,05) |
| Antony Guss     | slalom (m)       | 32e       | run 1: 1.04,45 run 2: 1.00,65 totaal: 2.05,10 (+20,84) |
| Rob McIntyre    | reuzenslalom (m) | 38e       | run 1: 1.28,09 run 2: 1.29,30 totaal: 2.57,39 (+16,65) |
| Rob McIntyre    | slalom (m)       | DNF-1     | run 1: opgave                                          |
|                 |                  |           |                                                        |
| Jenny Altermatt | reuzenslalom (v) | 28e       | run 1: 1.22,09 run 2: 1.36,48 totaal: 2.58,57 (+16,91) |
| Jenny Altermatt | slalom (v)       | DNF-1     | run 1: opgave                                          |
| Jacqui Cowderoy | reuzenslalom (v) | DSQ-2     | run 1: run 2: gediskwalificeerd                        |
| Jacqui Cowderoy | slalom (v)       | 17e       | run 1: 49,91 run 2: 49,78 totaal: 1.39,69 (+14,60)     |

### Kunstrijden
| Olympiër                  | Discipline | Resultaat | Prestatie                    |
| ------------------------- | ---------- | --------- | ---------------------------- |
| Elizabeth Cain Peter Cain | paarrijden | 11e       | pc. 98,0 score: 121,3 punten |

### Langlaufen
| Olympiër       | Discipline | Resultaat | Prestatie           |
| -------------- | ---------- | --------- | ------------------- |
| Colleen Bolton | 5 km (v)   | 36e       | 17.22,68 (+2.15,76) |
| Colleen Bolton | 10 km (v)  | 35e       | 33.56,32 (+3.24,78) |

### Schaatsen
| Olympiër      | Discipline   | Resultaat | Prestatie           |
| ------------- | ------------ | --------- | ------------------- |
| Colin Coates  | 1000 m (m)   | 29e       | 1.21,68 (+6,50)     |
| Colin Coates  | 5000 m (m)   | 19e       | 7.27,25 (+24,96)    |
| Colin Coates  | 10.000 m (m) | 18e       | 15.28,30 (+1.00,17) |
| Mike Richmond | 500 m (m)    | 32e       | 41,22 (+3,19)       |
| Mike Richmond | 1000 m (m)   | 34e       | 1.23,30 (+8,12)     |
| Mike Richmond | 1500 m (m)   | 32e       | 2.13,40 (+17,96)    |

Andorra · Argentinië · Australië · België · Bolivia · Bondsrepubliek Duitsland · Bulgarije · Canada · China · Costa Rica · Cyprus · Duitse Democratische Republiek · Finland · Frankrijk · Griekenland · Groot-Brittannië · Hongarije · IJsland · Italië · Japan · Joegoslavië · Libanon · Liechtenstein · Mongolië · Nederland · Nieuw-Zeeland · Noorwegen · Oostenrijk · Polen · Roemenië · Sovjet-Unie · Spanje · Tsjecho-Slowakije · Verenigde Staten · Zuid-Korea · Zweden · Zwitserland